# Bâ Fatoumata Nènè Sy
Pour les articles homonymes, voir Sy.
Bâ Fatoumata Nènè Sy, née le 3 juillet 1959 à Kayes, est une femme politique et économiste malienne. Elle est notamment ministre de l'Économie, de l'Industrie et du Commerce de 2007 à 2008.

## Biographie
Bâ Fatoumata Nènè Sy obtient une maîtrise en sciences économiques à l'Université de Dakar en 1985 et un MBA en finances à l'Université George-Washington. Elle travaille alors à l'étranger, à la Représentation de l'Union européenne à Abidjan, à Elf en Mauritanie ou encore à la Banque mondiale.
Elle est ministre de l'Économie, de l'Industrie et du Commerce du 3 octobre 2007 au 4 avril 2008 au sein du premier gouvernement Modibo Sidibé.